# Kasteel van Banjaert
Het kasteel van Banjaert stond in de Nederlandse plaats Beverwijk, provincie Noord-Holland.

## Geschiedenis
In een grafelijke oorkonde uit 1162 werd voor het eerst melding gemaakt van de edelman Albert I Banjaert. Hij speelde waarschijnlijk een belangrijke rol in het graafschap Holland en verkeerde in de entourage rondom graaf Floris III. In 1167 was hij een van de getuigen in de oorkonde waarin graaf Floris III en de Vlaamse graaf Filips afspraken maakten over Zeeland. De laatste vermelding van Albert I dateert uit een grafelijke oorkonde van 1174; waarschijnlijk is hij niet lang hierna overleden.
Het is aannemelijk dat Albert I Banjaert een kasteel bezat in Sint Agathenkerk, het latere Beverwijk. Dit kasteel was waarschijnlijk het hoofdgebouw van de grafelijke curtis waarvan Albert als leenman het beheer voerde. Mogelijk was hij ook ambachtsheer van Sint Agathenkerk.
Albert werd opgevolgd door zijn zoon Baern Banjaert.

### Albert II Banjaert en de Loonse Oorlog
In 1200 komt Albert II Banjaert, kleinzoon van Albert I, als getuige voor in een oorkonde tussen graaf Dirk VII en hertog Hendrik I van Brabant. Albert II was een aanzienlijke edelman met veel bezit en diende als ambachtsheer van Sint Agathenkerk.
Toen graaf Dirk VII in 1203 overleed ontstond er een strijd om zijn opvolging tussen Willem I enerzijds en Dirks dochter Ada van Holland met haar echtgenoot Lodewijk van Loon anderzijds. Tijdens deze zogenaamde Loonse Oorlog koos Albert II de zijde van Willem I. Toen gravin Ada naar de burcht van Leiden vluchtte wist Albert deze burcht met succes te belegeren. Samen met Wouter van Egmond plunderde hij het Amstelland en verwoestte het kasteel van Gijsbrecht van Amstel in Ouderkerk. Het leger van Lodewijk van Loon wist echter in 1204 zowel het kasteel Egmond als de eigendommen van Albert - waaronder zijn huis te Sint Agathenkerk - te verwoesten.
Albert herbouwde zijn huis in Sint Agathenkerk niet meer, maar stichtte mogelijk een geheel nieuwe curtis op een andere locatie, tegen de grens van Heemskerk. In de aktes komt Albert overigens na de Loonse Oorlog nauwelijks meer voor. In 1204 trad hij nog wel op als getuige bij de vrede tussen Willem I en de bisschop van Utrecht, maar vanaf 1206 leek hij niet meer in de nabijheid van de graaf te verkeren. In 1223 overleed hij.

## Beschrijving
Vermoedelijk was het kasteel het hoofdgebouw van de grafelijke curtis Hoflant. Deze curtis lag nabij de kerk van Sint Agathenkerk, vermoedelijk aan de zuidwestzijde. Het hoofdgebouw stond aan de belangrijke noord-zuidroute, de Heerenweg. Het kan gaan om een omgracht zaalgebouw, aanvankelijk opgetrokken in hout, later in steen.
In de 20e en 21e eeuw zijn diverse aanwijzingen gevonden voor het kasteel, zoals resten van tufsteen en kloostermoppen in en rond de kerk. In de nabijheid van de kerk zijn bij de bouw van een nieuwbouwwijk fundamenten gezien. Tevens bleken er kloostermoppen te zijn hergebruikt in een woning en schuur aan de Jan Alsweg: volgens de bewoner had hij deze uit de grond gehaald waar hij fundamenten van een gebouw had aangetroffen, maar archeologisch onderzoek was niet mogelijk vanwege een snel uitgevoerde sanering van de vervuilde grond. Wel zijn er doorheen de jaren diverse archeologische onderzoeken en waarnemingen gedaan ten zuidwesten van de kerk die wijzen op bewoningssporen uit de 11e, 12e en 13e eeuw. Ook zijn er brandsporen gevonden die wijzen op de verwoesting van Sint Agathenkerk in 1204.
Adrichem · Aelbrechtsberg · Akersloot · Amstel · Amsterdam · Assendelft · Assumburg · Banjaert · Beeckestijn · Berkenrode · Boekel · Bollenhofstede · Ten Bosch · Brederode · Caprera · Ter Coulster · Cranenbroek · Dampegeest · Eenigenburch · Egmond · Heemstede · Hilversum · Ilpenstein · Jan Aernts woninge van Bennebroek · Keggenrode · Ter Kleef · Kostverloren · Kronenburg · Marquette · Merestein · Middelburg · Muiderslot · Nederhorst · Nieuwburg · Nuwendoorn · Oud Haerlem · De Park · Poelenburg · Purmersteijn · Radboud · Huis te Ramp · Reewijk/Rietwijk · Rolland · Ruysdael · Schagen · Huis te Schoten · Sparenwoude · Te Spijk · Swanenburch · Sypesteyn · Tetrode · Teylingerbosch · Torenburg · Velsen · De Vlotter · Vogelenzang · Ter Wijc · Wijdenes · Ypestein · Te Zaanen